# Robotnicza Partia Socjalistyczna
Robotnicza Partia Socjalistyczna – ugrupowanie lewicowo-socjalistyczne, działające w połowie lat 30. na Śląsku Górnym i Cieszyńskim.
Twórcą i przywódcą RPS był Jan Kawalec (1901-1945), radykalny działacz Polskiej Partii Socjalistycznej w Katowicach. Gdy wskutek prowadzonej przez niego krytyki „oportunistycznej” polityki PPS został zawieszony w prawach członka partii, we wrześniu 1933 r. powołał Tymczasowy Komitet Opozycji Socjalistycznej w Polsce. W lutym 1934 r. Komitet powołał Robotniczą Partię Socjalistyczną, na cele której stanęli: J. Kawalec, Adolf Jung, Franciszek Pludra, Tadeusz Paszta. Grupy terenowe RPS powstały w Katowicach, Mikołowie, Świętochłowicach, Wełnowcu, Piekarach Śląskich i Cieszynie, próbowano też zorganizować komórki w Zagłębiu Dąbrowskim. Partia skupiła kilkuset członków. Na łamach swego dwutygodnika „Głos Robotniczy” (2 tys. nakładu) propagowała hasło jednolitego frontu robotniczego. W styczniu 1935 r. Kawalec i jego współpracownicy zostali aresztowani pod zarzutem działalności komunistycznej. Wprawdzie w grudniu tego roku zapadł wyrok uniewinniający, ale RPS nie wznowiła działalności.